# ممثلية المجر في رام الله
ممثلية المجر لدى فلسطين هي الممثلية الدبلوماسية العُليا المجرية لدى دولة فلسطين. تقع الممثلية في مدينة البيرة.

## قائمة الممثلون
| الترتيب | رئيس البعثة الدبلوماسية    | تاريخ الاعتماد الدبلوماسي | تاريخ الانتهاء | رئيس المجر    | رئيس دولة فلسطين | ملاحظات                                                   |
| ------- | -------------------------- | ------------------------- | -------------- | ------------- | ---------------- | --------------------------------------------------------- |
|         | بيلا يونغبيرت              | 23 أغسطس 2005             |                |               | محمود عباس       |                                                           |
|         | تشابا سيبيرا               | 2 ديسمبر 2009             |                |               | محمود عباس       |                                                           |
|         | تشابا رادا                 | سبتمبر 2017               | مايو 2023      | فيكتور أوربان | محمود عباس       | في فبراير 2018، أعاد تقديمها إلى الرئيس الفلسطيني.        |
|         | ريتا هيرنكسار              | 5 أكتوبر 2023             | 26 يونيو 2024  | فيكتور أوربان | محمود عباس       | في 8 مايو 2024، سلمت أوراق اعتمادها إلى الرئيس الفلسطيني. |
|         | جابور ديكزازي (Q131357330) | 9 أكتوبر 2024             | لا يزال        | فيكتور أوربان | محمود عباس       | في 28 نوفمبر 2024، سلّم أوراق اعتماده إلى الرئيس عباس.     |

## وصلات خارجية
- الموقع الرسمي